# Regio II Apulia et Calabria

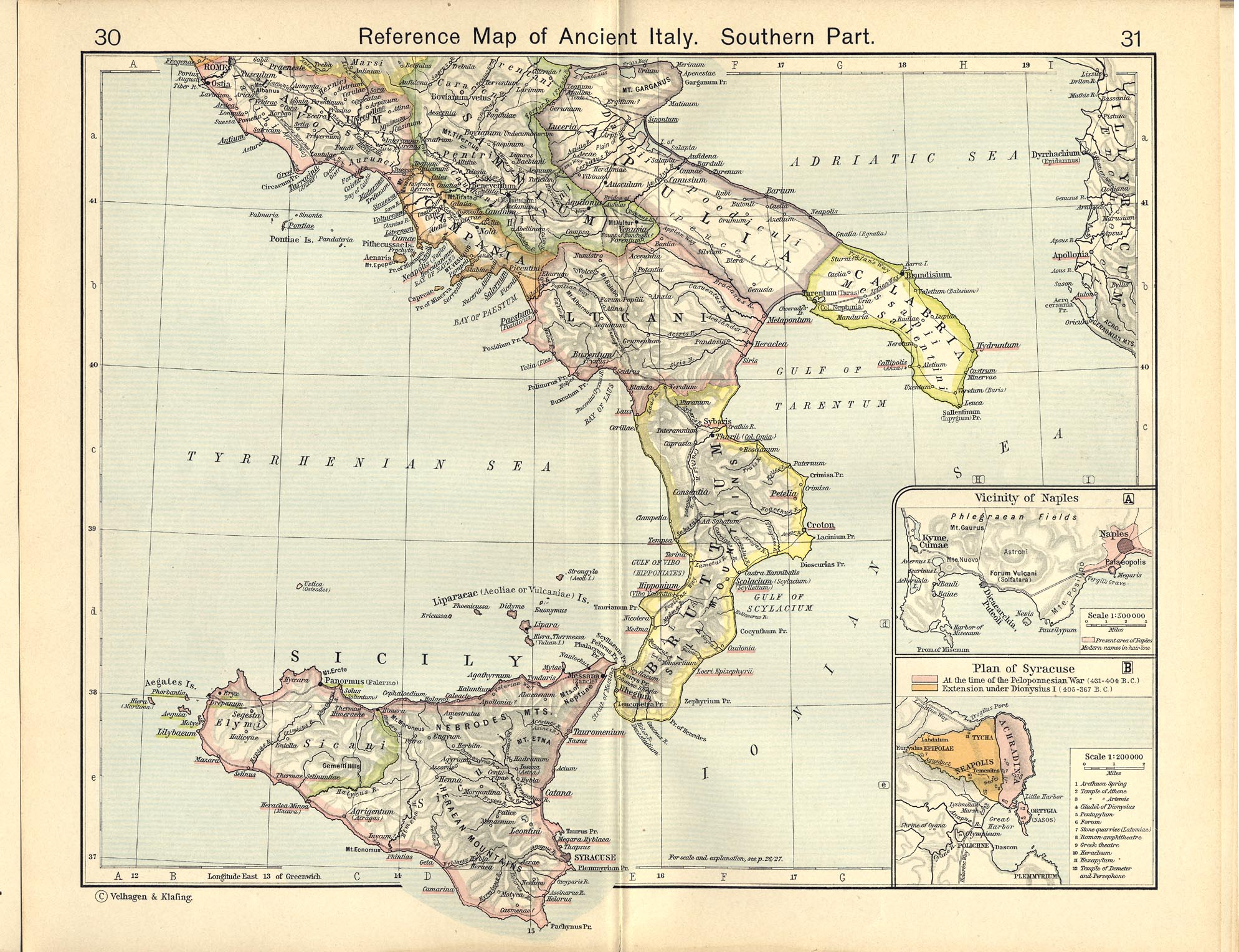
Plano del sur de Italia en la época de Augusto

La Regio II Apulia et Calabria fue una de las regiones en las que Augusto subdividió  la Italia romana.

## Denominación
Al igual que las demás regiones de la Italia de Augusto, la Regio II es denominada sólo recientemente Apulia et Calabria en el uso académico, con el término "Calabria" que hace referencia al área del Muntibus Calabri histórico (la actual zona que comprende la parte meridional de Murgia y el Salento), y el término Apulia que se refiere al territorio de los daunos y peucetios, correspondiente a la parte centro-septentrional de la actual región de Apulia. La región comprendía también el Samnio-hirpino, denominado Hirpinia.

## Territorio
Además de la actual Apulia, el territorio de la Regio II Apulia et Calabria comprendía también la actual provincia de Avellino (en la parte oriental de la actual región de Campania) y las zonas 
más orientales de la actual región de Basilicata.	

Después de haber descrito la Italia antigua hasta el Metaponto, debemos hablar de las regiones que la siguen. La primera es la Yapigia: los griegos la llamaron Mesapia, los indígenas distinguieron en ella Salento (la parte en torno al promontorio Yapigio) y Calabria. Al norte de esta se encuentran las poblaciones llamadas en griego Peucezi y Dauni, pero los indígenas llamaron Apulia a toda la región detrás de la Calabria y Apuli a la población.

## Ciudades
- Abellinum (Atripalda/Avellino)
- Aecae (Troia)
- Ausculum (Ascoli Satriano)
- Barium (Bari)
- Brundisium (Brindisi)
- Butuntum (Bitonto)
- Caelia(Ceglie Messapica)
- Canne (Barletta)
- Canusium (Canosa)
- Herdonia (Ordona)
- Luceria (Lucera)
- Lupiae (Lecce)
- Mandurie (Manduria)
- Matinum (Mattinata)
- Rudiae
- Sturni Ostuni
- Tarentum (Tarento)
- Uria (Oria)
- Vibinum (Bovino)